# Orel Art
«Orel Art» — парижская художественная галерея современного искусства.

## История
Галерея «Orel Art» была открыта Илоной Орёл в 2001 году в Париже выставкой Андрея Молодкина, Глеба Косорукова и Алексея Гинтовта в соборе Сальпетриер (Chapelle Saint Louis de la Salpetriere).
Западным зрителям и коллекционерам демонстрировались работы самых модных российских художников. В 2006 году галерея перебралась в новое помещение на улице Кенкампуа (квартал Марэ).
3 июля 2002 года в парижском соборе Saint-Louis de La Salpetriere галерея «Orel Art» представила проект «Полюс» русских художников Андрея Молодкина, Глеба Косорукова и Алексея Гинтовта.
В апреле 2009 года выставкой Андрея Молодкина «Liquid Modernity» / «Жидкая современность» у галереи «Orel Art» открылся филиал в Лондоне, просуществовавший до начала 2011 года.

## Круг художников
- Аксёнов, Пётр
- Гурьянов, Георгий
- Виноградов, Александр
- Дубоссарский, Владимир
- Есипович, Алла
- Комар & Меламид
- Кошляков, Валерий
- Красильникова, Влада
- Молодкин, Андрей
- Савадов, Арсен
- Салахова, Айдан
- Тобрелутс, Ольга
- Фёдорова, Марина
- Фурсей, Даша
- Чтак, Валерий
- Шабельников, Юрий
- Шеховцов, Сергей